# Гремислава с сыном Болеславом Стыдливым в темнице у Конрада Мазовецкого
«Гремислава с сыном Болеславом Стыдливым в темнице у Конрада Мазовецкого в Сецехуве» (пол. Grzymisława z synem Bolesławem Wstydliwym w więzieniu u Konrada Mazowieckiego w Sieciechowie) — картина польского художника Яна Матейко на исторический сюжет, созданная в 1879 году. Её оригинал утрачен.
Материал для картины Матейко почерпнул в польской истории XIII века, периода феодальной раздробленности. Конрад Мазовецкий в 1233 году похитил вдову своего брата Лешека Белого Гремиславу вместе с её сыном Болеславом и держал пленников сначала в Черске, а потом в бенедиктинском монастыре в Сецехуве.